# Salamasina
Salamasina, levnadsår okända (1500-talet), var en legendarisk regerande drottning av Samoa. Hon har kallats Samoas första Tafa‘ifā (den som stöttas av fyra titlar), eftersom hon ärvde sin position genom att fyra kungliga blodslinjer sammanflöt i henne; till skillnad från vad som traditionellt påståtts, var hon inte dock den första med denna titel, eftersom hon ärvde dem genom testamente av sin företrädare Nāfanua. 